# ويكيبيديا العربية
وِيكِيبِيدِيَا العَرَبيَّة هي النسخة العربية من موسوعة ويكيبيديا. انطلقت في 9 يوليو 2003 ووصل عدد مقالاتها يوم 3 أبريل 2025 إلى 1٬257٬267 مقالة وبعدد 2٬702٬209 عضو مُسجَل منهم 3٬626 مستخدم نشط و54٬693 ملف مرفوع. تحتل ويكيبيديا العربية المركز الـ16 من حيث أضخم الويكيبيديات حسب عدد المقالات، والمرتبة 8 من ناحية العمق متجاوزةً بذلك نسبة العمق في ويكيبيديا الروسية والإيطالية والألمانية والإسبانية وغيرها،[بحاجة لمصدر] وتلقى نسبة 1.2% من حجم زوار ويكيبيديا حول العالم؛ ومع ذلك فهي تغطي فراغا للمستخدم الناطق باللغة العربية، إذ تتواجد تقاليد موسوعية في اللغات المنتشرة عالمياً عبر موسوعات جامعة وحديثة في شكل مجلدات أو دي في دي (مثل موسوعة بريتانيكا بالإنجليزية) في حين تؤدي ويكيبيديا العربية هذا الدور لقلة انتشار المشاريع الموسوعية العربية ذات الجودة في شكل مجلدات في الوطن العربي (مثل الموسوعة العربية والموسوعة العربية العالمية) وكذلك لتواجد ويكيبيديا في أول نتائج محركات البحث.

## التاريخ

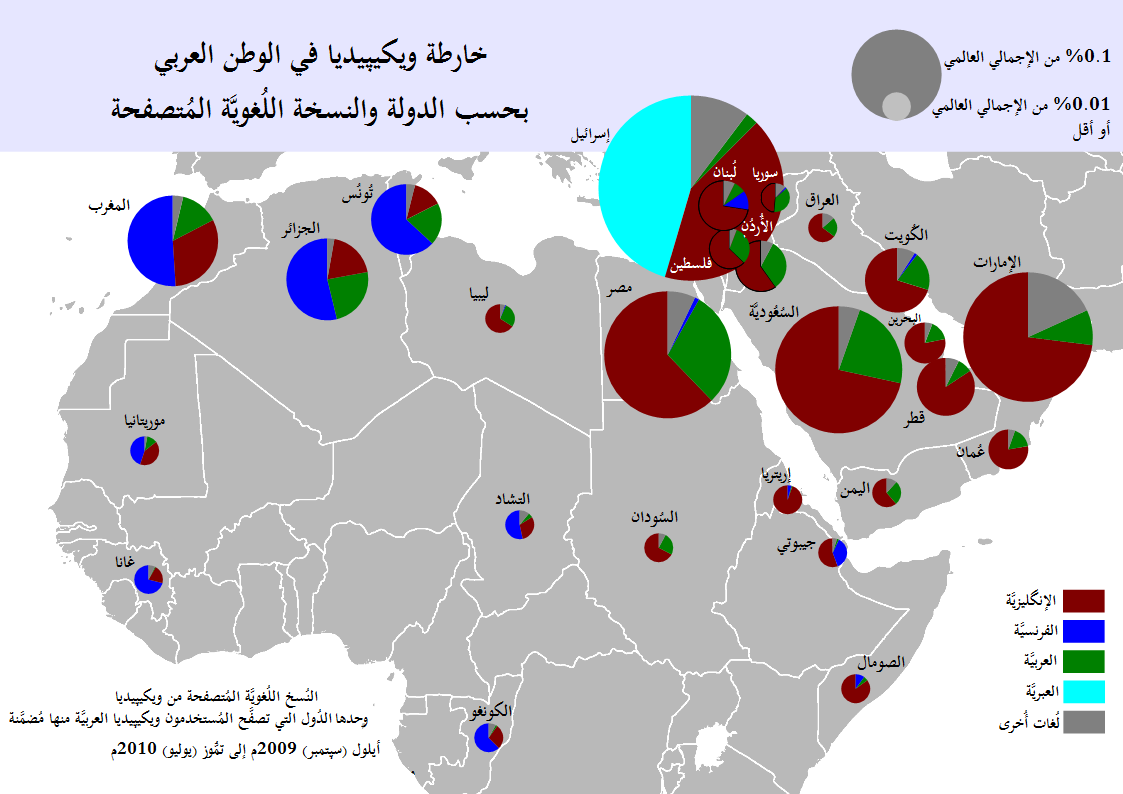
خريطة تظهر أي اللغات المفضلة عند مشاهدة صفحات ويكيبيديا المختلفة في شمال أفريقيا والشرق الأوسط، خلال الفترة بين سبتمبر 2009 إلى يوليو 2010

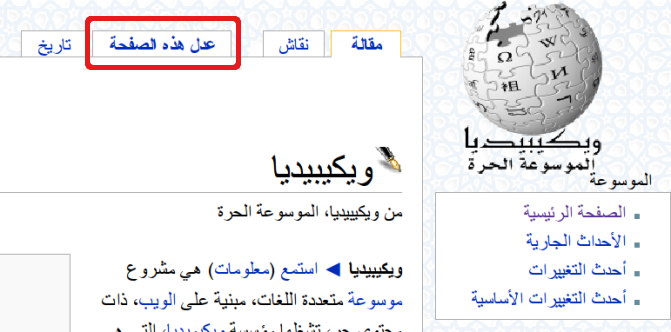
زر «عدل» على ويكيبيديا العربية بالخلفية القديمة في 2008

في بداية ويكيبيديا في 2001، كانت هناك نداءات تطالب بإنشاء نطاق عربي لويكيبيديا يرعاه المهندسون العرب. صُنع النطاق تحت عنوان «ar.wikipedia.org»، لكن لم تكن هناك محاولات جادة إلا من قبل مستخدمين مجهولين كانوا يجربون الفكرة. وحتى 7 فبراير 2003، كان كل المساهمين في ويكيبيديا العربية من غير العرب المتطوعين من مشروع ويكيبيديا الدولي التي عالجت الجوانب التقنية. وحاولت إليزابيث بارو، والتي استخدمت اسم المستخدم Elian في ويكيبيديا العربية، أن تصل للعديد من العرب الذين يُحتمل أن يُبدوا اهتمامًا بذلك المشروع. المجموعة الوحيدة التي استجابت كانت فريق عرب آيز الذي كان يعمل على تعريف مبادرات المصدر المفتوح. تناول الفريق طلب إليزابيث بتحفظ، فقد كانوا جاهزين للمشاركة، وليس لأخذ دور قيادي، ومع الوقت، تضاءلت مشاركتهم. في الثاني من فبراير 2003، وأثناء فترة المفاوضات، كان المتطوعون من ويكيبيديا الألمانية يستكملون تطوير البنية التقنية لعمود ويكيبيديا العربية الفقري وفي 2003 عرف الطالب الأردني رامي عوض الطراونة ويكيبيديا الإنجليزية، وبدأ في إضافة محتواها. شجعه المساهمون في البدء بويكيبيديا العربية، والتي افتُتحت في يوليو 2003. وفي تلك السنة، أصبحت هناك مجموعة مُعتَبَرة من المساهمين، تتضمن طراونة و4 أردنيين آخرين يدرسون في ألمانيا.
وفي 7 فبراير 2004 تقدم عضو واحد من عرب آيز وهو عصام بايزيد، مع 4 من أصدقائه للتطوع في ويكيبيديا العربية والأخذ ببعض الأدوار القيادية. في 2004، كُلف بايزيد بمسؤليات تشغيل النظام، واعتُبر هو و5 متطوعين (أيمن، أبو سليمان، مصطفى أحمد، وباسم جركس) العرب الأوائل الذين يقودون مشروع ويكيبيديا، وقد ركزوا على تقوية وترجمة السياسات الإنجليزية للعربية. واجهت ويكيبيديا العربية العديد من التحديات في مستهلها. وفي فبراير 2004، كانت تُعتبر إصدار ويكيبيديا الأسوأ مقارنةً ببقية اللغات. رغم ذلك، أظهرت تقدمًا ملحوظًا في 2005، حتى وصل عدد المقالات بحلول ديسمبر 2005 إلى 8285 مقالة. في ذلك الوقت، كان هناك أقل من 20 مساهم، وكان المساهمون والمديرون يسعون لجلب المزيد من المستخدمين.

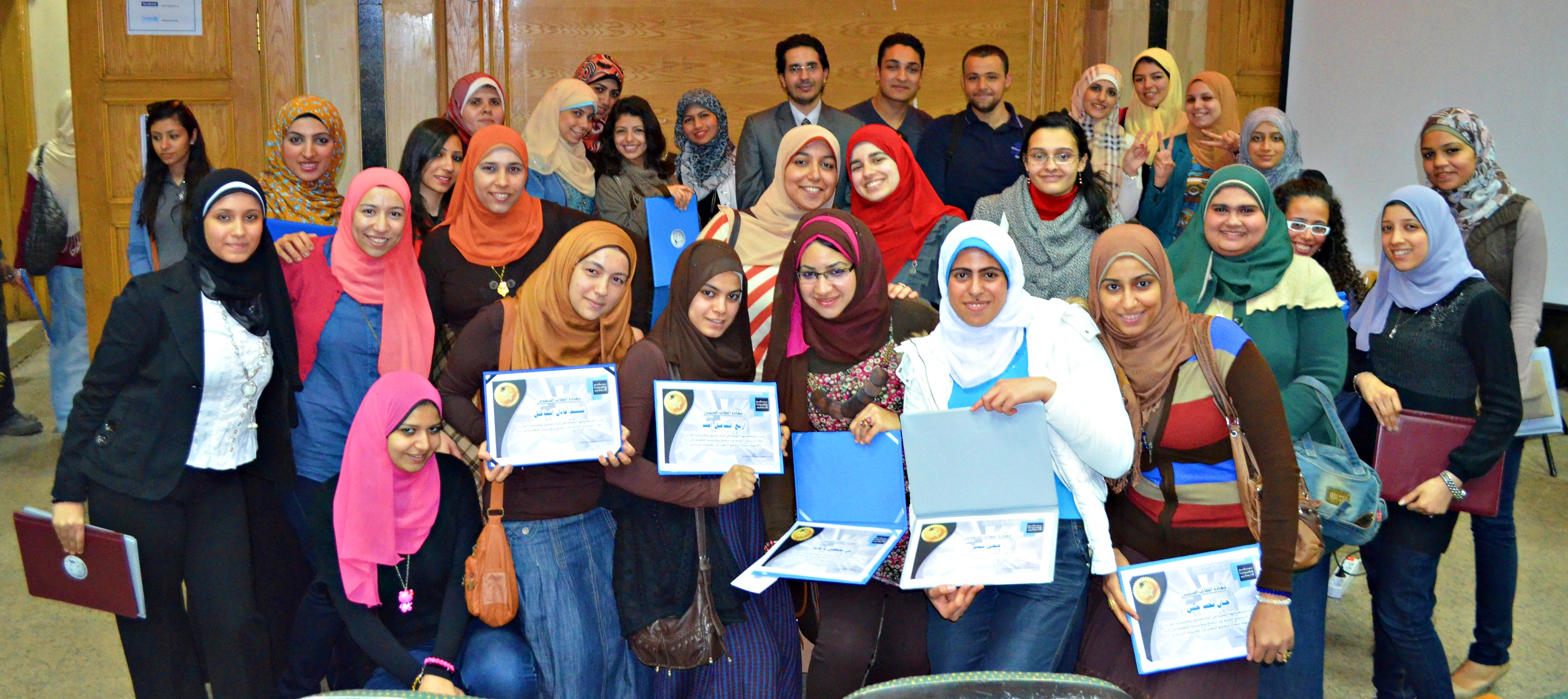
المؤتمر الثاني لبرنامج ويكيبيديا التعليمي بجامعة القاهرة، في مصر، 27 فبراير 2013

في 2008، كان بويكيبيديا العربية أقل من 65000 مقال، وكانت مصنفة في المرتبة 29 بين إصدارات الويكيبيديا، أي بعد ويكيبيديا الإسبرانتو وويكيبيديا السلوفينية. وفي تقرير لنعوم كوهين بجريدة نيويورك تايمز عن مؤتمر ويكيمانيا بالإسكندرية في 2008: «كان منظر ويكيبيديا العربية البائس مصدرًا للاغتمام»، وذكر كوهين أن أقل من 10% من المصريين لديهم منفذ للإنترنت، وأن من بين تلك الفئة الكثير ممن يعرفون الإنجليزية ويفضلون التواصل بتلك اللغة.
وصل عدد المقالات على ويكيبيديا العربية إلى 118870 مقالة في 15 يناير 2010، وبحلول يوليو 2012، وصل عدد محرري ويكيبيديا العربية إلى 630 محرر نشط حول العالم. وعلق إكرام يعقوب من قناة العربية بأن هذا «رقم ضئيل نسبيًا».
بذلك الوقت، كانت هناك مئات الآلاف من المقالات على ويكيبيديا العربية. ثم قامت مؤسسة ويكيميديا ومجموعة «تغريدات» غير الربحية بتأسيس «برنامج ويكيبيديا العربية للمحررين» بهدف تدريب المستخدمين على تعديل ويكيبيديا العربية. وبنهاية يونيو 2014، وصل عدد المقالات لـ 284,000 مقالة.

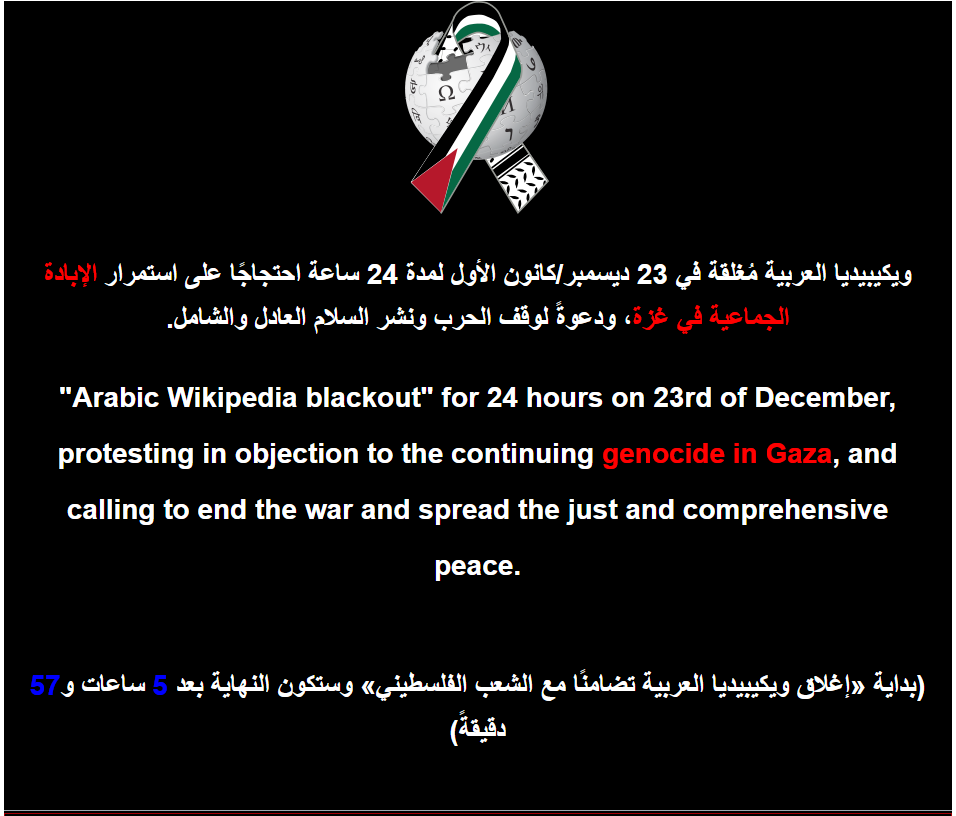
الصفحة الرئيسة لويكيبيديا العربية في يوم السبت 23 ديسمبر/كانون الأول 2023.

في 23 ديسمبر/كانون الأول 2023 الموافقة لـ 10 جُمادى الآخرة 1445 هـ أعلنت ويكيبيديا العربية إغلاق موقعها لمدة 24 ساعة احتجاجًا على استمرار الإبادة الجماعية في غزَّة، وغيَّرت شعارها عبر وضع علم فلسطين عليه تضامنًا مع الشعب الفِلسطيني وأشار رئيس الجمعية الأردنية للمحتوى العربي الرقمي أن الشعار قد يستمر حتى نهاية الحرب.

## الخط الزمني
- سبتمبر 2001: تأسيس الموقع.
- أبريل 2002: الترتيب الـ20 بين الويكيبيديات.
- 9 يوليو 2003: إعادة تأسيس الموقع بعد مسحه.
- فبراير 2004: أسوأ ترتيب للموسوعة (49 بين الويكيبيديات).
- 25 ديسمبر 2005: 10 آلاف مقالة.
- 25 فبراير 2006: 10 آلاف مستخدم.
- 9 فبراير 2007: 50 ألف مستخدم.
- 16 سبتمبر 2007: مليون تعديل.
- 7 ديسمبر 2007: 100 ألف مستخدم.
- 31 ديسمبر 2007: 50 ألف مقالة.
- 5 أغسطس 2008: 2 مليون تعديل.
- 30 أغسطس 2008: 75 ألف مقالة.
- 17 أكتوبر 2008: 150 ألف مستخدم.
- 3 أبريل 2009: 3 ملايين تعديل.
- 18 مايو 2009: 200 ألف مستخدم.
- 25 مايو 2009: 100 ألف مقالة.
- 5 سبتمبر 2009: 4 ملايين تعديل.
- 27 ديسمبر 2009: 250 ألف مستخدم.
- 18 مارس 2010: 5 ملايين تعديل.
- 1 أغسطس 2010: 300 ألف مستخدم.
- 12 نوفمبر 2010: 6 ملايين تعديل.
- 27 يونيو 2011: 150 ألف مقالة.
- 23 يونيو 2011: 7 ملايين تعديل.
- 11 يناير 2012: 8 ملايين تعديل.
- 16 يوليو 2012: 9 ملايين تعديل.
- 21 أكتوبر الأول 2012: 200 ألف مقالة.
- 18 أغسطس 2013: 660 ألف مستخدم.
- 31 أغسطس 2013: 13 مليون تعديل.
- 6 ديسمبر 2013: 250 ألف مقالة.
- 31 ديسمبر 2013: ويكيبيديا العربية في المرتبة 24.
- 6 أبريل 2014: المركز الـ23 متخطية اللغة الكورية.
- 13 يونيو 2014: 16 مليون تعديل.
- 4 أغسطس 2014: 300 ألف مقالة.
- 5 أغسطس 2014 سبقت ويكيبيديا العربية نظيرتها ويكيبيديا التشيكية.
- 26 فبراير 2015: 350 ألف مقالة.
- 9 مايو 2015: المركز الـ22 متخطية اللغة الإندونيسية.
- 15 سبتمبر 2015: 17 مليون تعديل.
- 22 نوفمبر 2015: 1.1 مليون مستخدم مسجل.
- 17 ديسمبر 2015: 400 ألف مقالة.
- 12 يناير 2016: 18 مليون تعديل.
- 23 مارس 2016: 19 مليون تعديل.
- 2 يونيو 2016: 20 مليون تعديل.
- 21 يونيو 2016: 1.2 مليون مستخدم مسجل.
- 30 يوليو 2016: العودة للترتيب الـ20 بين الويكيبيديات.
- 4 سبتمبر 2016: 21 مليون تعديل.
- 26 ديسمبر 2016: 22 مليون تعديل.
- 2 فبراير 2017: المركز الـ19 بين الويكيبيديات متخطية ويكيبيديا النرويجية البوكمول.
- 6 مارس 2017: 500 ألف مقالة.
- 14 يوليو 2018: العودة مرة أُخرى للترتيب الـ19 بين الويكيبيديات متخطية ويكيبيديا الكتلانية.
- 12 سبتمبر 2018: 600 ألف مقالة.
- 17 سبتمبر 2018: المركز الـ18 بين الويكيبيديات متخطية ويكيبيديا الصربية.
- 29 ديسمبر 2018: 650 ألف مقالة.
- 29 ديسمبر 2018: المركز الـ17 بين الويكيبيديات متخطية ويكيبيديا الفارسية.

- 6 مارس 2019: 700 ألف مقالة.
- 12 أبريل 2019: 750 ألف مقالة.
- 26 أبريل 2019: 800 ألف مقالة.
- 30 يونيو 2019: 850 ألف مقالة.
- 13 يوليو 2019: 900 ألف مقالة.
- 31 أغسطس 2019: المركز الـ16 بين الويكيبيديات متخطية ويكيبيديا الأوكرانية.
- 11 سبتمبر 2019: 950 ألف مقالة.
- 17 نوفمبر 2019: مليون مقالة.
- 23 نوفمبر 2019: المركز الـ15 بين الويكيبيديات متخطية ويكيبيديا البرتغالية. (أفضل ترتيب في تاريخ الموسوعة)

## المحتوى

### مواضيع المقالات
حسب الوضع في يناير 2020، تحظى المواضيع التالية بأكبر عدد من المقالات:
- المقالات حول الأشخاص
- المقالات حول الولايات المتحدة
- المقالات حول الرياضيين

## مشاريع لتطوير ويكيبيديا العربية
لتحسين مستوى ويكيبيديا العربية أُنشئت مشاريع متعددة:

### أسبوع الويكي

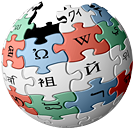
شعار أسبوع ويكي

يقوم في أسبوع ويكي أكبر قدر ممكن من المساهمين بالكتابة عن موضوع معين، بعد انتهاء الأسبوع يتم رصد المقالات التي تمت كتابتها للنظر في مستوى نجاح الأسبوع. يبدأ أسبوع الويكي ببداية يوم الإثنين وينتهي بنهاية يوم الأحد من كل أسبوع. ومواضيع أسبوع الويكي متعددة.

### بلد الأسبوع
كل أسبوع يتم اختيار بلد يسمى بلد الأسبوع لتحسين المقال الرئيسي. وقد بدأ المشروع سنة 2009.

### يوم ويكيبيديا العربية

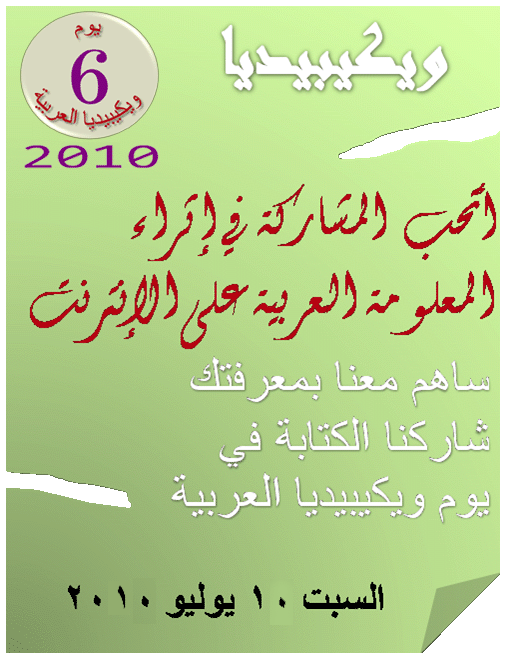
ملصق ليوم ويكيبيديا العربية السادس

يقام يوم ويكيبيديا العربية سنوياً وفكرة هذا اليوم هي عمل يوم كامل (24 ساعة) حيث يتجمع المتطوعون المهتمون بالمساهمة في ويكيبيديا العربية للكتابة فيها. وقد بدأ المشروع سنة 2006.

### مشاريع أخرى

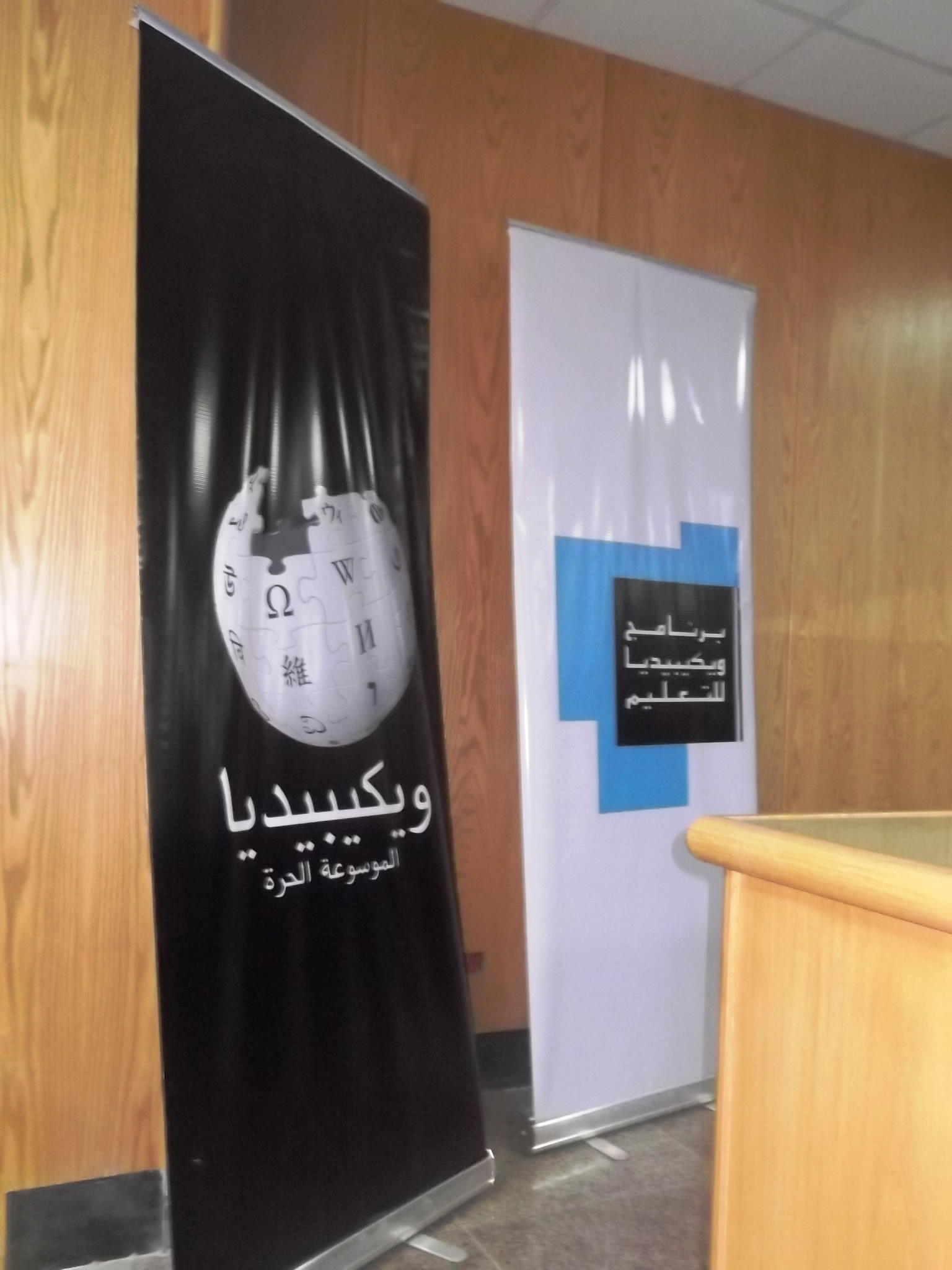
برنامج ويكيبيديا للتعليم في جامعة عين شمس

- مشروع 400 ألف مقالة: كان هدف مشروع الـ400 ألف مقالة رفع عدد مقالات موسوعة ويكيبيديا العربية إلى 400 ألف مقالة قبل نهاية 2015. شارك به 97 مساهمًا. وبانتهاء يوم الخميس 17 ديسمبر 2015 تجاوز عدد المقالات 400 ألف مقالة. أنجزت الهدف قبل الموعد المحدد له بـ13 يومًا.
- مشروع 600 ألف مقالة:كان هدف مشروع الـ600 ألف مقالة لرفع عدد مقالات موسوعة ويكيبيديا العربية إلى 600 ألف مقالة قبل بداية 1 أكتوبر 2018. وقد شارك به 89 مساهمًا. بانتهاء يوم الأربعاء 12 سبتمبر 2018 تجاوز عدد المقالات 600 ألف مقالة. وأنجزت المهمة قبل الموعد المحدد لها بـ19 يوما.
- مشروع 750 ألف مقالة:كان هدف المشروع الوصول بمقالات ويكيبيديا العربية إلى 750 ألف مقالة بإنشاء 50 ألف مقالة قبل نهاية النصف الأوَّل من سنة 2019. بدأ مباشرةً بعد وصول مقالات الموسوعة لـ 700 ألف مقالة يوم 6 مارس 2019 وانتهى 12 أبريل 2019.
- مشروع المليون مقالة:هدف المشروع للوصول بمقالات ويكيبيديا العربية إلى المليون مقالة قبل نهاية سنة 2019. بدأ المشروع في الساعة 00:00 صباحًا من يوم 1 سبتمبر 2019 وانتهى في الساعة 13:44 مساء يوم 17 نوفمبر 2019 بإنشاء المقالة رقم 1,000,000 وهي فدرالية الطعام والشراب.

## الحظر
حُظرت ويكيبيديا العربية في سوريا بدون أسباب رسمية مُقدمة من الحكومة السورية. بدأ الحظر من 30 أبريل 2008، وكان مقصورًا على ويكيبيديا العربية، فكانت ويكيبيديا متاحة بكل اللغات الأخرى. ثم أعلن طراونة بأن «واسطة» قد استُعملت لرفع الحظر عن ويكيبيديا في سوريا.

## التقييم والنقد

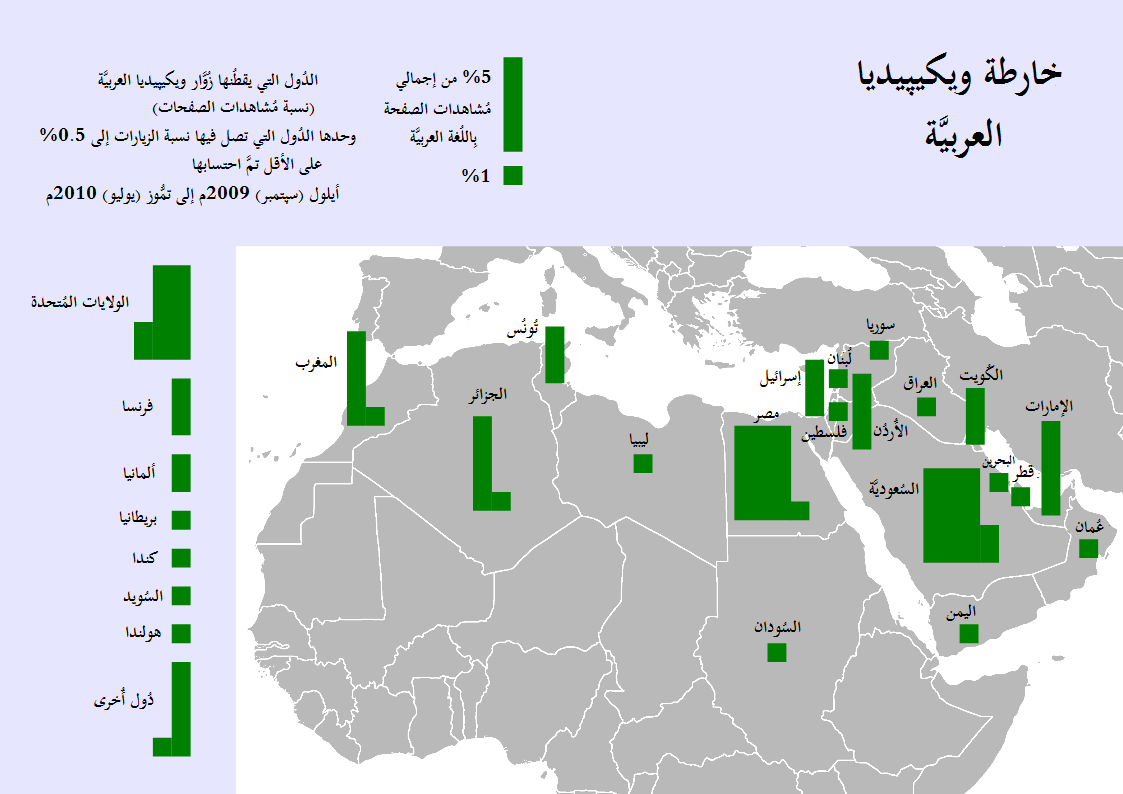
خريطة تظهر الدول التي تفتح ويكيبيديا العربية ومدى ترددها عليه

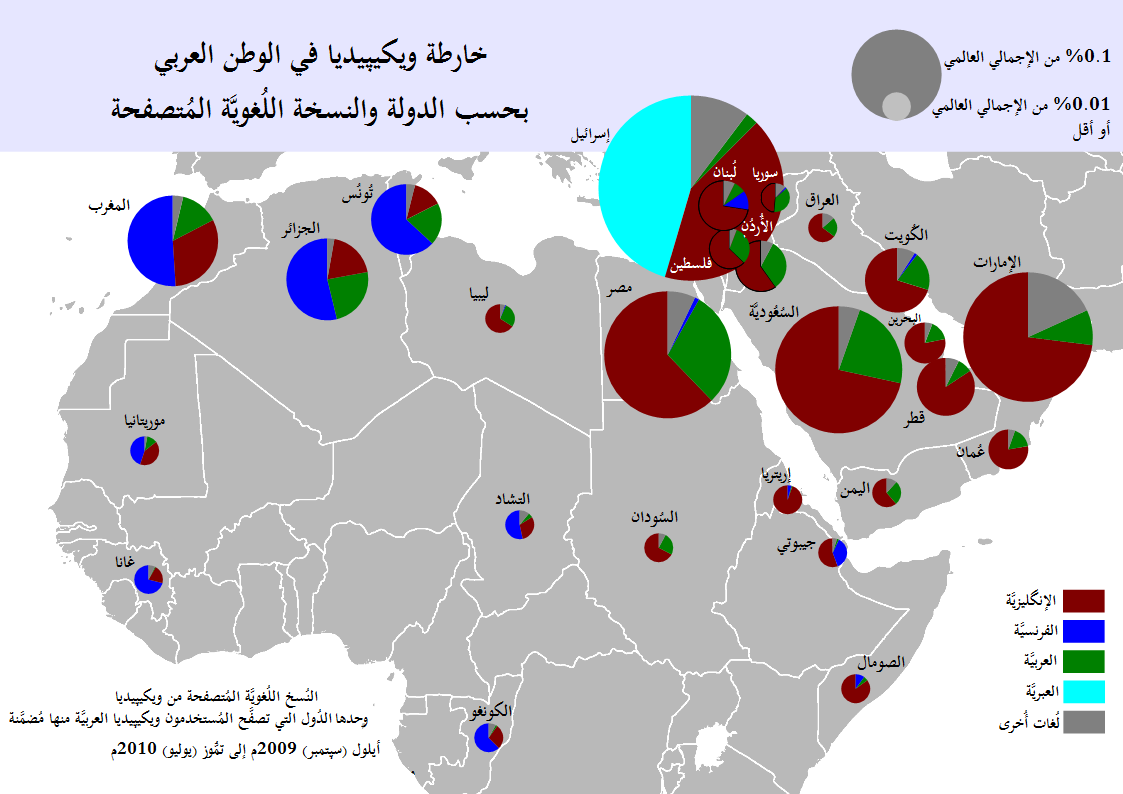
نسبة التردد على الإصدارات المختلفة من ويكيبيديا بدول شمال أفريقيا والشرق الأوسط، من سبتمبر 2009 إلى يوليو 2010.

في مؤتمر ويكيمانيا، أعلن جيمي ويلز أن الاعتقالات رفيعة المستوى كاعتقال المدون المصري كريم عامر قد يعرقل من تقدم ويكيبيديا العربية بإخافة المحررين من المساهمة.
في 2010، أشار طارق القزيري في مقابلة على إذاعة هولندا العالمية إلى أن ويكيبيديا العربية تعكس الواقع العربي بشكل عام، فالمساهمات القليلة فيها تقلل من احتمالية مراجعة المقالات وتطويرها وتحديثها، كما أن الاستقطاب السياسي للمشاركين له دور في زرع انحيازاتهم بداخل المقالات التي يكتبونها.
وفي 2008، نشرت جريدة جيروزاليم بوست مقالًا لصحفي إسرائيلي، يتهم فيه ويكيبيديا العربية أنها منحازة ضد إسرائيل وفي غيرها من القضايا. يقول الكاتب أنه لا يقرأ أو يتحدث العربية، واستخدم ترجمة غوغل لفهم محتوى ويكيبيديا العربية.
أعلنت أليكسا إنترنت في 26 نوفمبر 2014، أن ويكيبيديا العربية هي الإصدار العاشر من حيث عدد الزيارات التي تتلقاها كل إصدارات الويكيبيديا على مدار شهر، وبهذا يجذب نطاق «ar.wikipedia.org» الفرعي نحو 1.8% من إجمالي زوار «Wikipedia.org»، وذلك رغم وجودها في المركز الـ 22 من حيث عدد المقالات. ومن حيث زيارة الصفحة، فقد احتلت المركز الـ 12 مع الإصدارات العشر العليا عنها، مع ويكيبيديا البولندية والهولندية.
في 11 أبريل 2019 أُعلن عن فوز ويكيبيديا العربية بجائزة محمد بن راشد للغة العربية لسنة 2018 في محور «التّقانة (التكنولوجيا)» وفئة «أفضل مبادرة لتطوير المحتوى الرّقميّ العربيّ ونشره أو معالجات اللّغة العربيّة».

## الاستخدام والتردد على الصفحة من حيث البلد

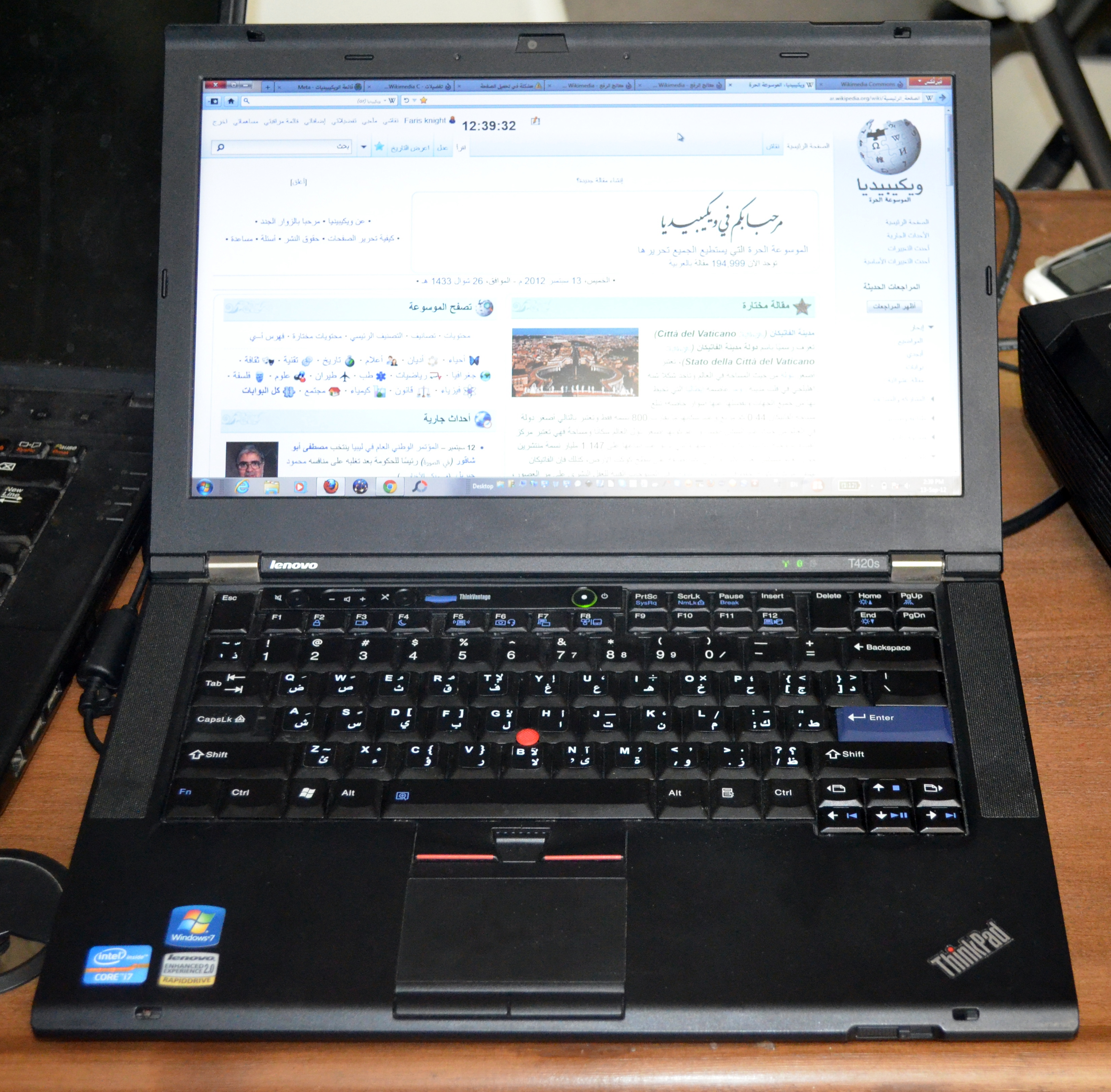
حاسب محمول مفتوح عليه ويكيبيديا العربية

في 2010، قالت فلورنس ديفوار، الرئيسة السابقة لمؤسسة ويكيميديا، أن النسبة الكبرى من المقالات على ويكيبيديا العربية كتُبت من قبل مصريين، وأنهم كانوا الأكثر قابلية للمشاركة في ويكيبيديا العربية مقارنةً بالمجموعات الأخرى.

### المشاهدات بحسب الدولة
خلال الفترة من 1 سبتمبر 2018 إلى 30 سبتمبر 2018 تشير إحصاءات الموقع إلى أن مرتاديه من الدول الآتية:
| الترتيب | الدولة                   | نسبة زوار ويكيبيديا العربية |
| ------- | ------------------------ | --------------------------- |
| 1       | السعودية                 | 21.8%                       |
| 2       | مصر                      | 13.9%                       |
| 3       | المغرب                   | 9.1%                        |
| 4       | الولايات المتحدة         | 7.5%                        |
| 5       | الجزائر                  | 6.7%                        |
| 6       | العراق                   | 5.3%                        |
| 7       | الأردن                   | 4.4%                        |
| 8       | الكويت                   | 2.8%                        |
| 9       | سوريا                    | 2.8%                        |
| 10      | الإمارات العربية المتحدة | 2.7%                        |
| 11      | دولة فلسطين              | 2.4%                        |
| 12      | السودان                  | 2.1%                        |
| 13      | تونس                     | 1.9%                        |
| 14      | عُمان                     | 1.8%                        |
| 15      | ألمانيا                  | 1.6%                        |
| 16      | لبنان                    | 1.6%                        |
| 17      | إسرائيل                  | 1.6%                        |
| 18      | اليمن                    | 1.2%                        |
| 19      | ليبيا                    | 1.1%                        |
| 20      | قطر                      | 0.9%                        |
| 21      | فرنسا                    | 0.8%                        |
| 22      | البحرين                  | 0.8%                        |
| 23      | المملكة المتحدة          | 0.7%                        |
| 24      | السويد                   | 0.5%                        |
|         | باقي أنحاء العالم        | 4.0%                        |

### نسبة مشاهدات كل دولة لويكيبيديا العربية
خلال الفترة من 1 سبتمبر 2018 إلى 30 سبتمبر 2018 تشير الإحصاءات التالية إلى نسبة مشاهدات كل دولة لويكيبيديا العربية مقارنة بباقي النسخ اللغوية الأخرى:
| المرتبة | البلد                    | نسبة المشاهدات |
| ------- | ------------------------ | -------------- |
| 1       | اليمن                    | 82.2%          |
| 2       | سوريا                    | 82.0%          |
| 3       | دولة فلسطين              | 78.7%          |
| 4       | ليبيا                    | 74.9%          |
| 5       | السودان                  | 71.9%          |
| 6       | الأردن                   | 69.2%          |
| 7       | العراق                   | 67.3%          |
| 8       | السعودية                 | 66.9%          |
| 9       | مصر                      | 59.3%          |
| 10      | الكويت                   | 49.6%          |
| 11      | عُمان                     | 48.3%          |
| 12      | موريتانيا                | 44.2%          |
| 13      | الجزائر                  | 43.4%          |
| 14      | المغرب                   | 41.9%          |
| 15      | لبنان                    | 32.3%          |
| 16      | البحرين                  | 31.9%          |
| 17      | تونس                     | 27.9%          |
| 18      | تشاد                     | 19.7%          |
| 19      | قطر                      | 19.4%          |
| 20      | جنوب السودان             | 19.0%          |
| 21      | الإمارات العربية المتحدة | 12.1%          |
| 22      | الصومال                  | 9.4%           |
| 23      | تركيا                    | 3.7%           |
| 24      | النيجر                   | 3.7%           |
| 25      | إسرائيل                  | 3.4%           |
| 26      | مالي                     | 2.6%           |
| 27      | جيبوتي                   | 2.3%           |
| 28      | مولدوفا                  | 1.6%           |
| 29      | السنغال                  | 1.2%           |

## أحداث هامة
- إطلاق ويكيبيديا العربية في سبتمبر 2001، ولكن نظرًا لهجرة برمجيات ميدياويكي، فأقدم تعديل باق يعود لـ 9 يوليو 2003.
- إنشاء المقالة #10,000 في 25 ديسمبر 2005، وهي نكاف.
- إنشاء المقالة #50,000 في 31 ديسمبر 2007، وهي جامعة تكساس مدرسة الطب في هيوستن
- إنشاء المقالة #75,000 في 30 أغسطس 2008، وهي قائمة الصحاري حسب المساحة.
- إنشاء المقالة #100,000 في 25 مايو 2009، وهي المعهد العالي للفنون والحرف بقابس.
- إنشاء المقالة #200,000 في 21 أكتوبر 2012، وهي الجوازع (إب).
- إنشاء المقالة #250,000 في 6 ديسمبر 2012، وهي جانيت جاينور.
- إنشاء المقالة#400,000 في 17 ديسمبر 2015، وهي فيض الله فيقلك.
- إنشاء المقالة #500,000 في 6 مارس 2017، وهي أولاد بن كانة (تينزي 1)
- إنشاء المقالة#600,000 في 12 سبتمبر 2018، وهي دارين براتلي.
- إنشاء المقالة #700,000 في 6 مارس 2019، وهي ريتشارد ك. لي.
- إنشاء المقالة#750,000 في 12 أبريل 2019، وهي شيري روبرتسون.
- إنشاء المقالة #800,000 في 26 أبريل 2019، وهي هوغو راسموسن.
- إنشاء المقالة #850,000 في 30 يونيو 2019، وهي رودريغو كونتريرز.
- إنشاء المقالة #900,000 في 13 يوليو 2019، وهي كينزو سوزوكي.
- إنشاء المقالة #950,000 في 11 سبتمبر 2019، وهي ماركوس أندريس لوبيز.
- إنشاء المقالة #1,000,000 في 17 نوفمبر 2019، وهي فدرالية الطعام والشراب.

## معرض الصور

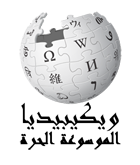
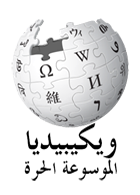
جزء من الصفحة الرئيسية لويكيبيديا العربية يوم 29 سبتمبر 2018
لقطة شاشة للصفحة الرئيسية في عام 2008
- فيديو تهنئة من المديرة التنفيذية لمؤسسة ويكيميديا كاثرين ماهر بمناسبة يوم ميلاد ويكيبيديا العربية
وصول ويكيبيديا العربية إلى 1 مليون مقالة

## وصلات خارجية
- إحصاءات ويكيبيديا العربية